# Saurer
Saurer – dawne szwajcarskie przedsiębiorstwo produkujące autobusy, trolejbusy i samochody ciężarowe, które miało swoją siedzibę w mieście Arbon w Szwajcarii.

## Historia
Przedsiębiorstwo założył Franz Saurer w St. Gallen w 1853 roku. Początkowo była to odlewnia żeliwa, kilka lat później przedsiębiorstwo przeniesiono do Arbon nad Jeziorem Bodeńskim, gdzie powstały pierwsze zakłady mechaniczne. Po śmierci Franza Saurera w 1882 roku, zakład przejął jego syn Adolph Saurer. Era ciężarówek Saurer rozpoczęła się w 1903 roku, produkowano tu także samochody osobowe do 1914 roku. W 1908 roku powstał pierwszy silnik wysokoprężny do napędu ciężarówek, który skonstruował niemiecki inżynier Rudolf Diesel pracujący w firmie Saurer (stąd nazwa silników Diesel). W 1930 roku Polska nabyła licencję na silniki i konstrukcje Saurera. Licencję na silniki firmy Saurer kupiły także: Stany Zjednoczone, Niemcy, Francja, Japonia, Włochy, Anglia, Austria, Hiszpania, Chile, Belgia oraz Grecja i Kolumbia. Saurer stworzył także samochody terenowe, autobusy z nadwoziem samonośnym oraz super ciężkie pojazdy ciężarowe o napędzie 6x4. W latach 80. popularne były autobusy Saurera model K550-23 i SH 560-25, wywrotka D 330F 8x4, jednak jednym z najbardziej popularnych modeli Saurera był model 2DM, wojskowa ciężarówka słynąca z niezawodności. W 1981 roku przedsiębiorstwo Saurer przejął niemiecki koncern Daimler. W 1982 roku Daimler-Benz nabył główne udziały w NAW, w krótkim czasie upadły marki: Saurer, Berna i FBW. Ostatecznie NAW zlikwidowano na początku 2003 roku.

## Modele

### Pojazdy wojskowe
- SdKfz 254
- Saurer Tartaruga
- Saurer MH4
- Saurer M6
- Saurer 2DM
- Saurer 10DM
- Saurer 2 CM
- Nahkampfkanone 2
- Saurer F006

### Autobusy i Trolejbusy
- Saurer AD
- Saurer L4C
- Saurer S4C
- Saurer 4H
- Saurer 3DUK-50
- Saurer Trolleybus 411LM
- Saurer 4TIILM
- Saurer Trolleybus 415
- Saurer Trolleybuss GT560/640-25

### Samochody ciężarowe
- A-Type (1918)
- B-Type (1926)
- C-Type (1934)
- D-Type (1959)
- 2DM    (1959)

## Galeria

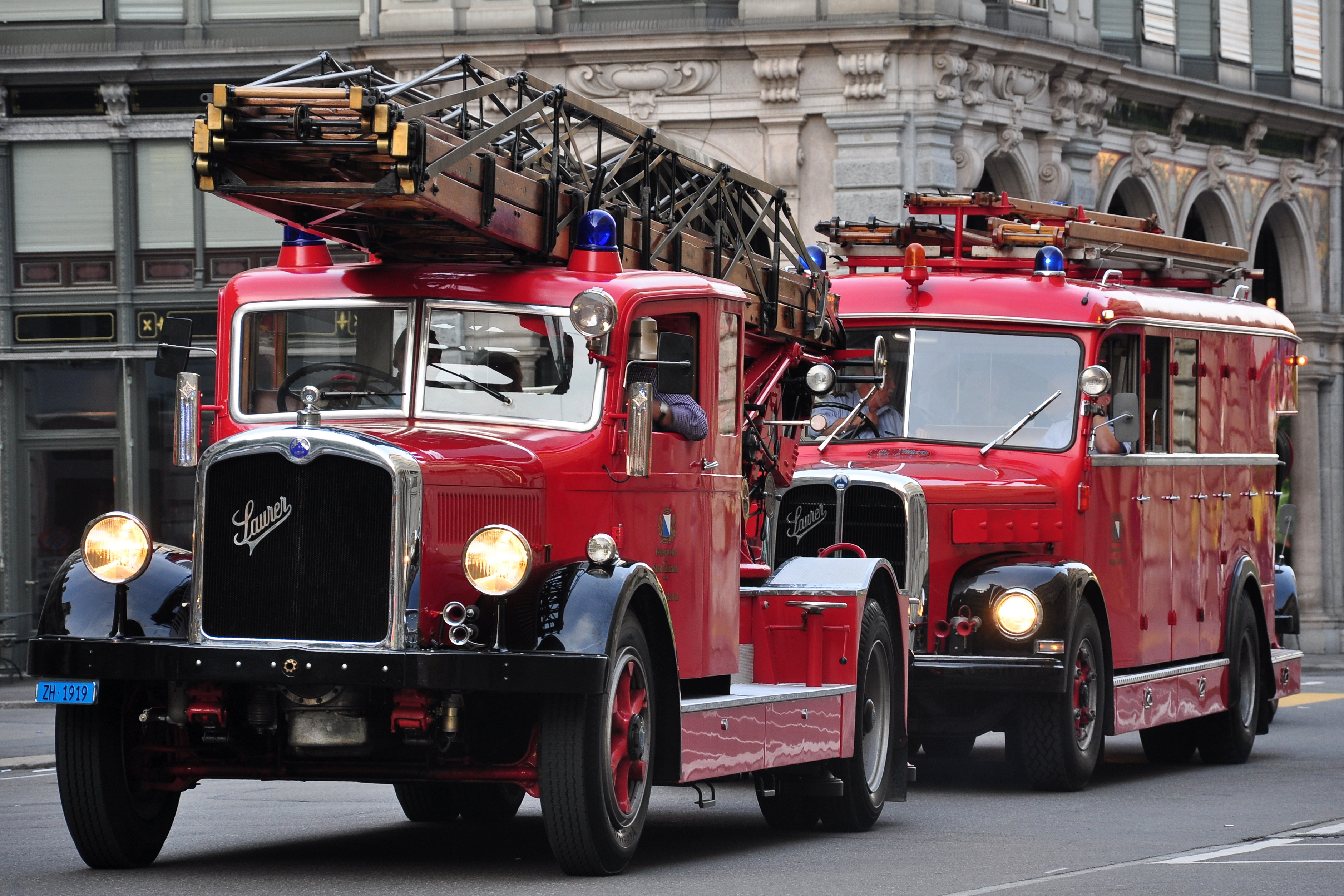
Saurer jako wyposażenie straży pożarnej w Zurychu w 1939 roku
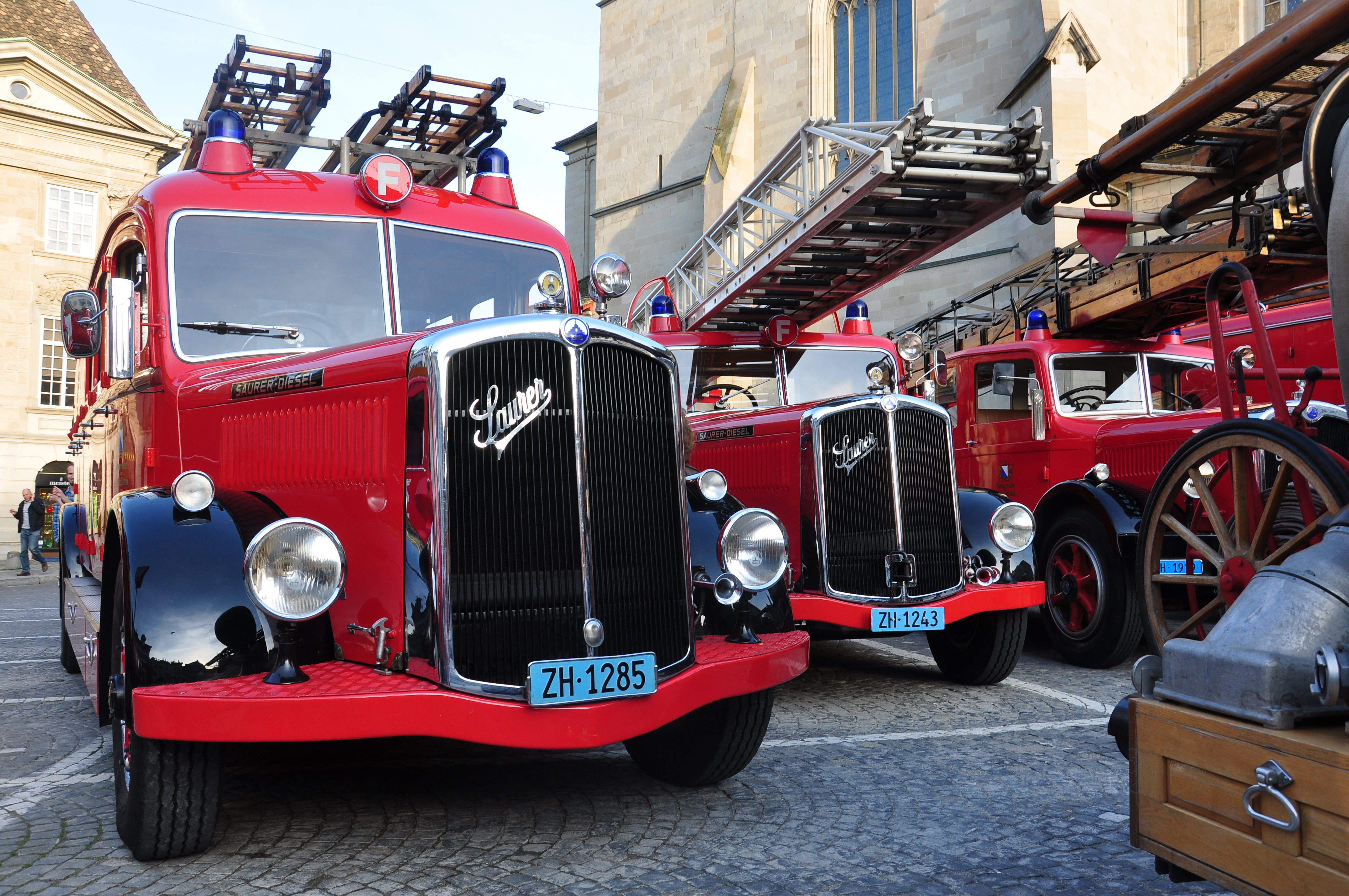
Straż pożarna z 1939 roku w Zurychu[a]
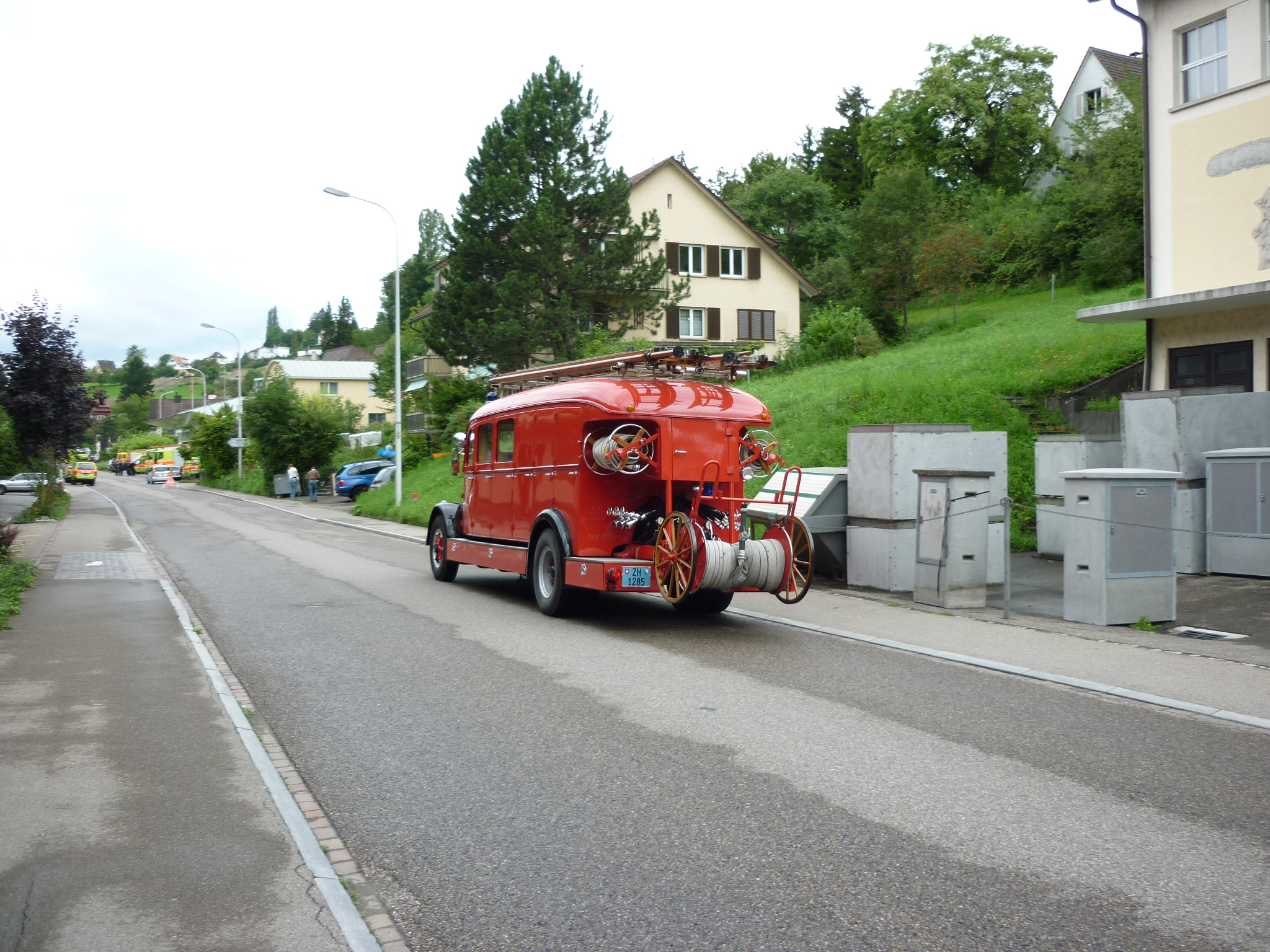
Straż pożarna z 1939 roku z Zurychu (widok na tył pojazdu z wyposażeniem)
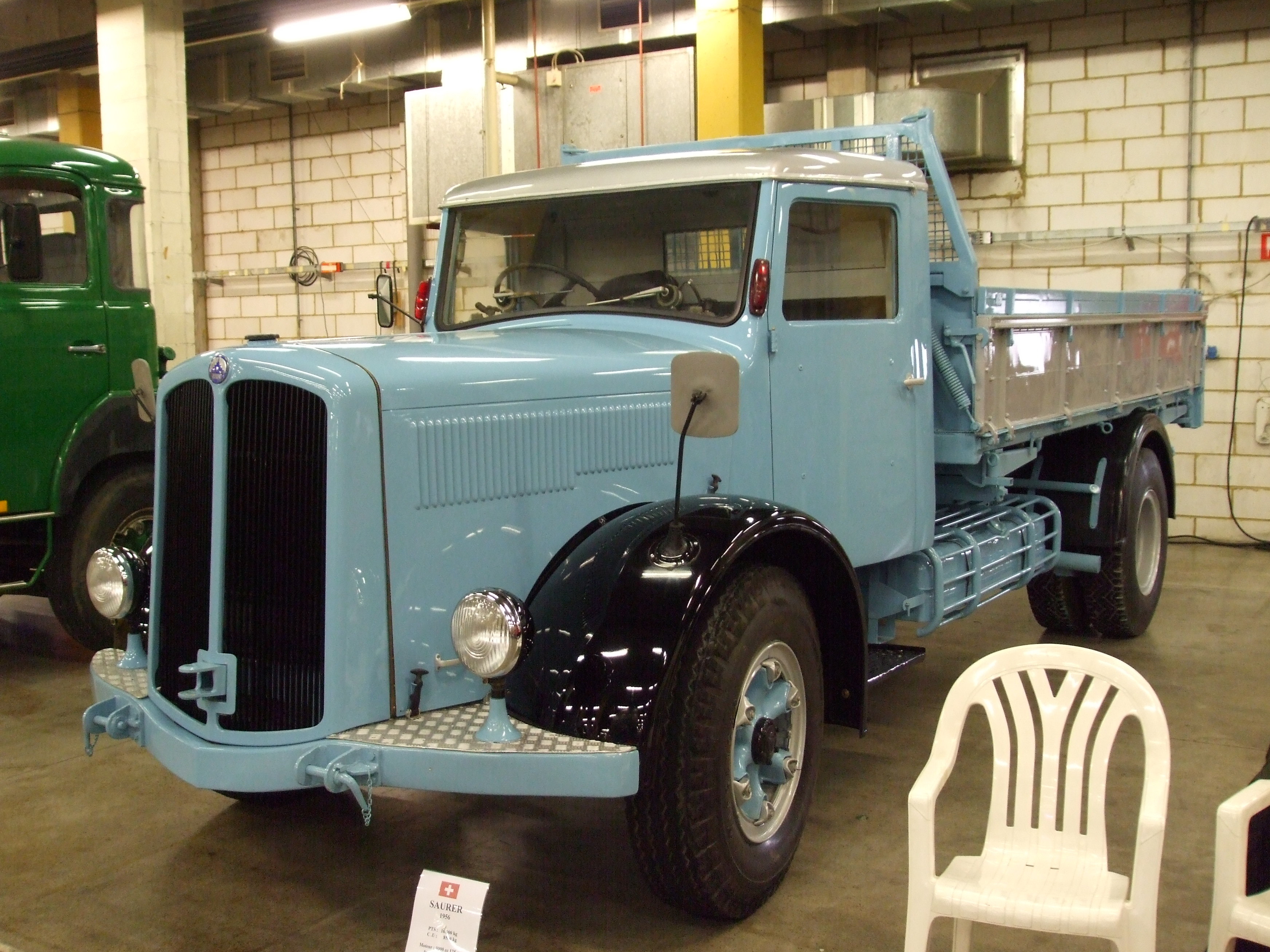
Wywrotka Saurer z 1956 roku
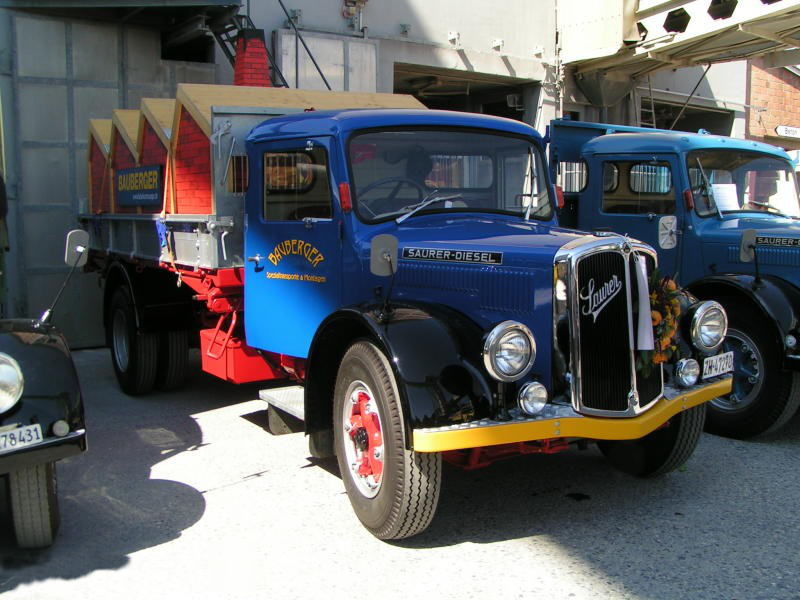
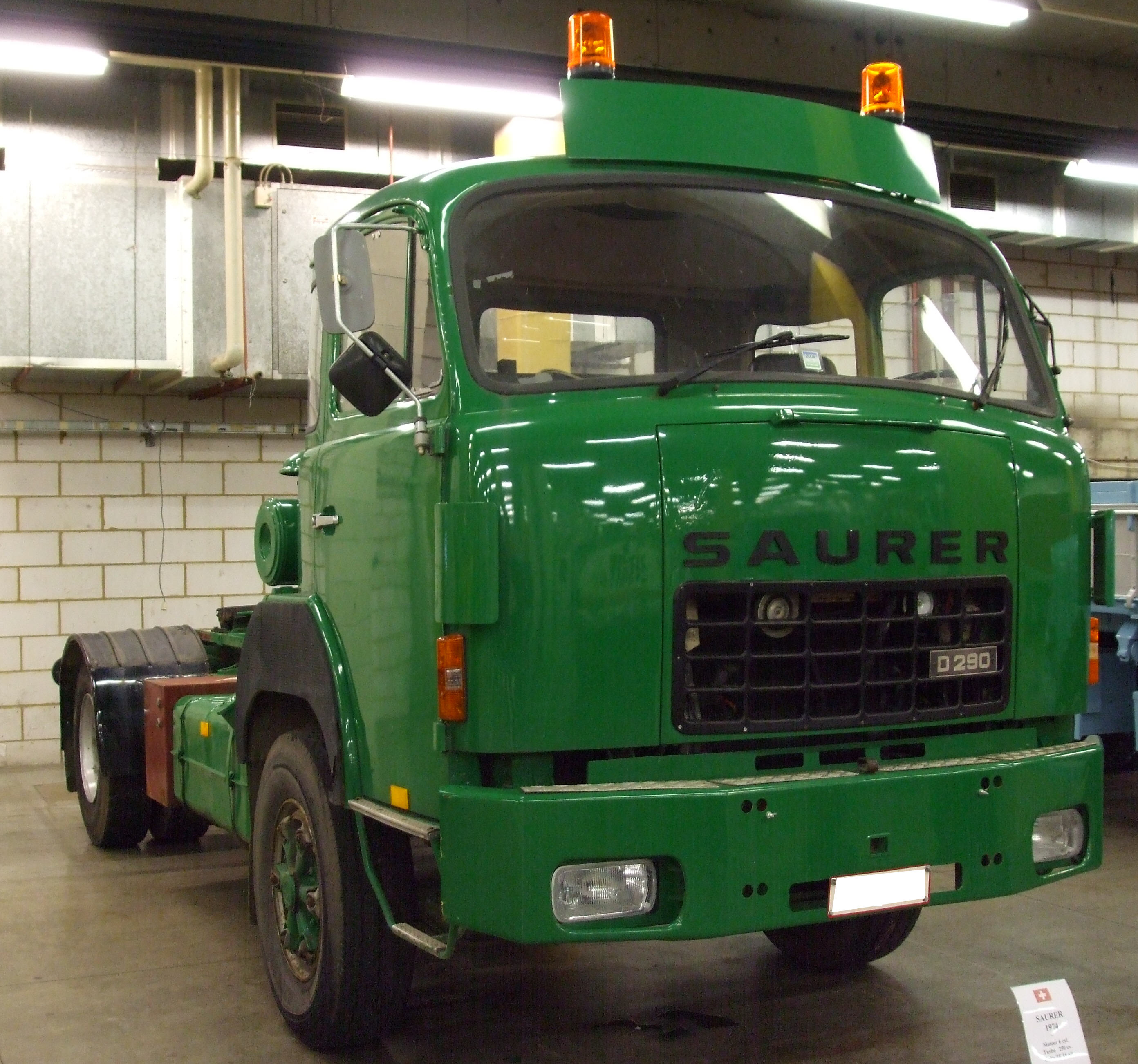
Saurer D290
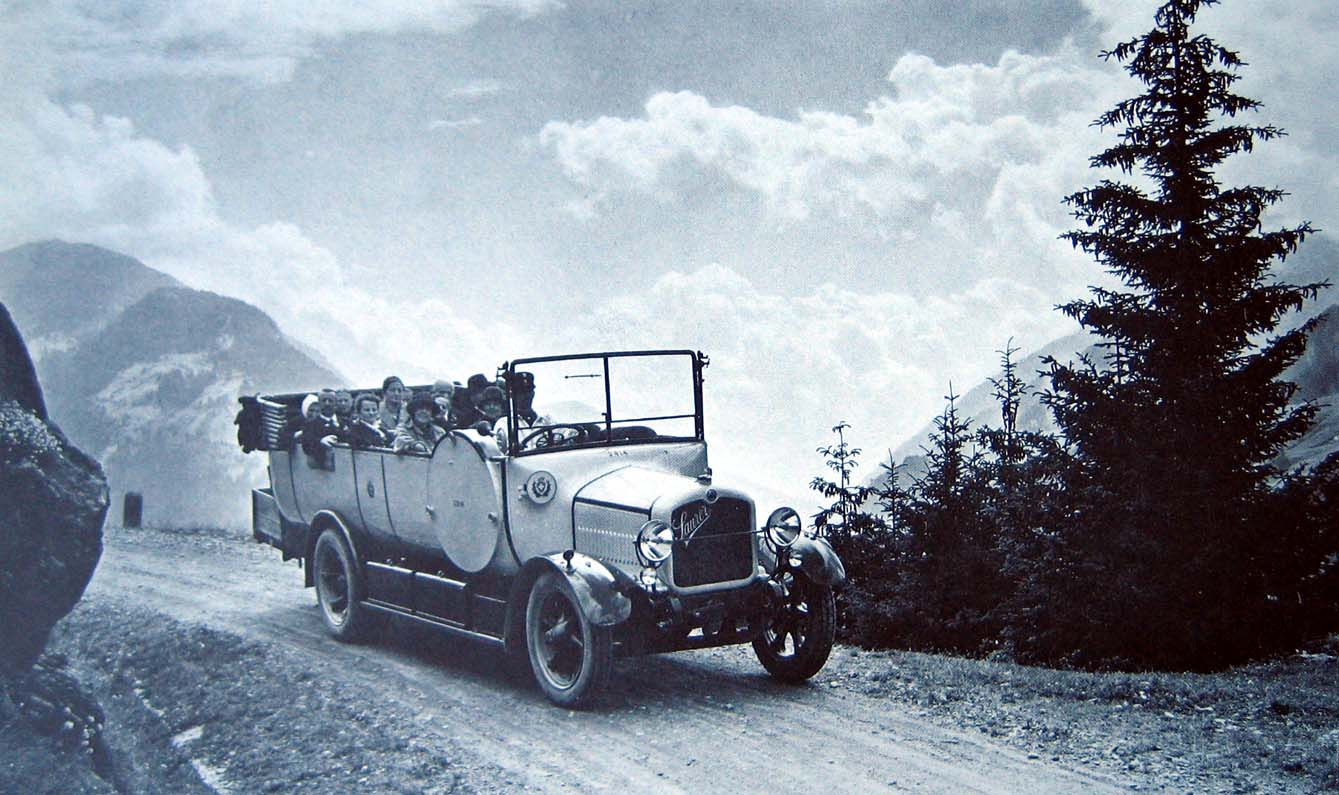
Autobus pocztowy Saurer AD, rok 1930
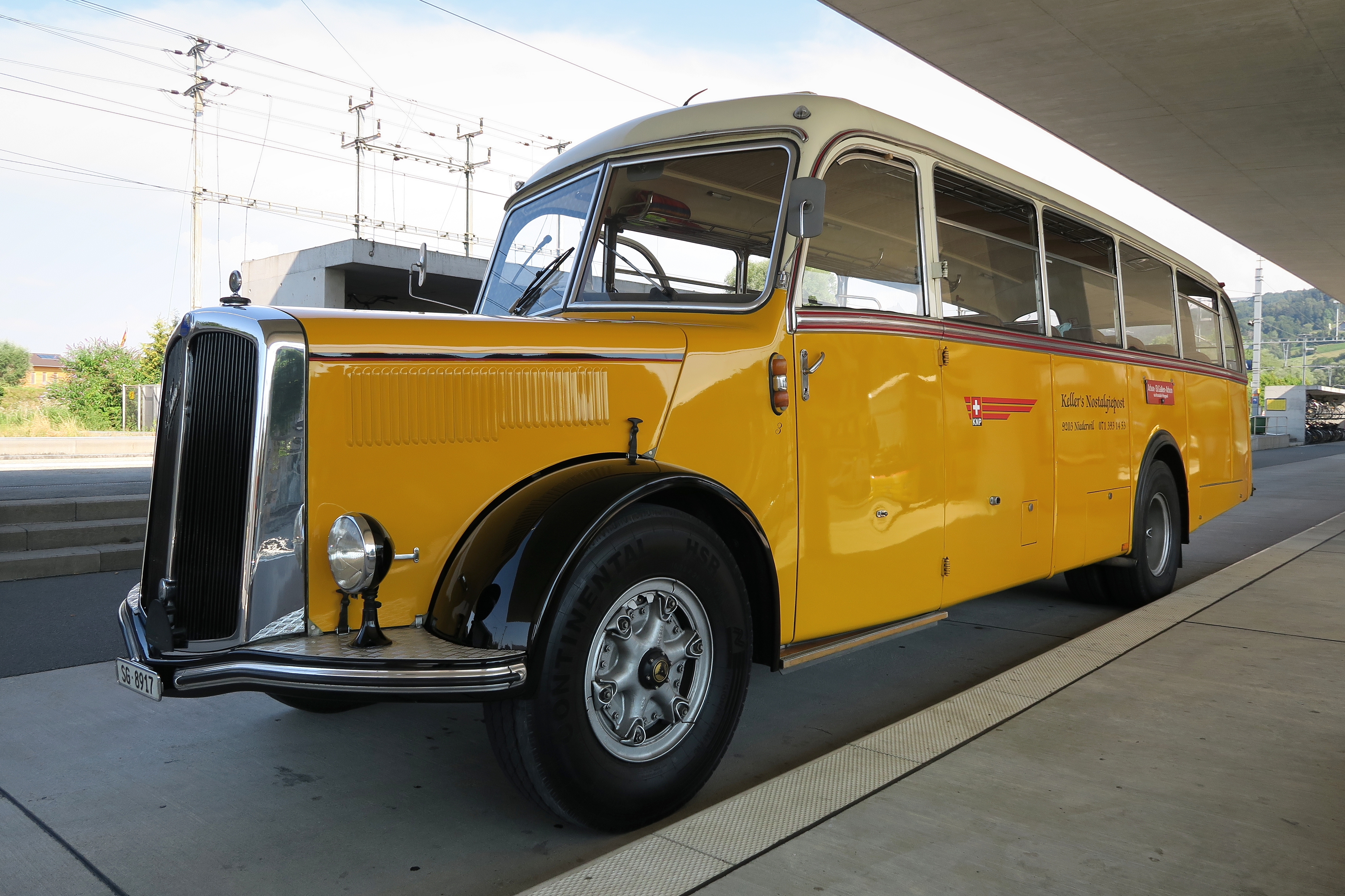
Autobus pocztowy Saurer L4C
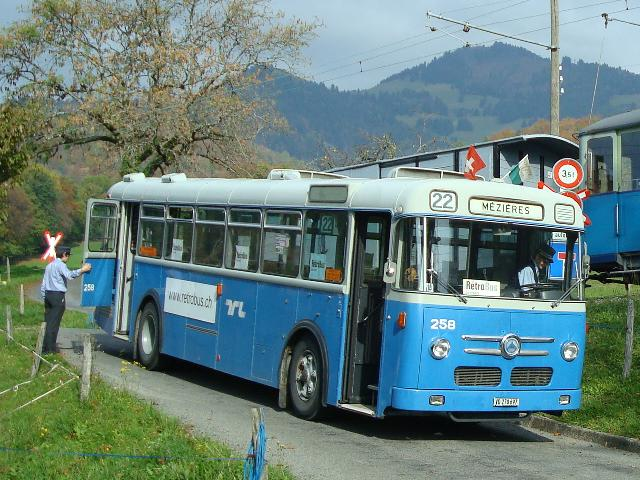
Autobus dalekobieżny Saurer spółki Tramway Lausanne (TL)
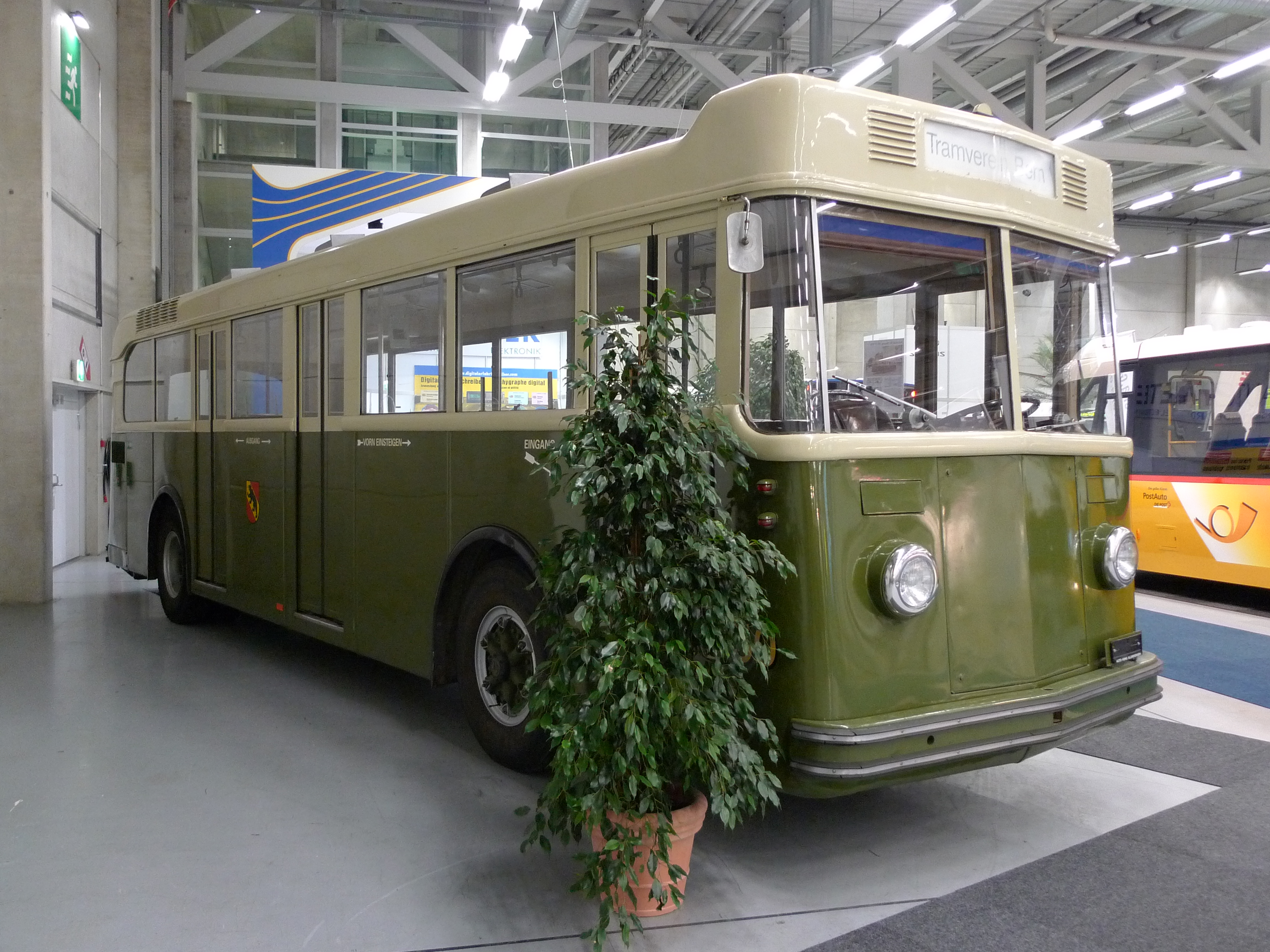
Saurer 4H z 1941 roku
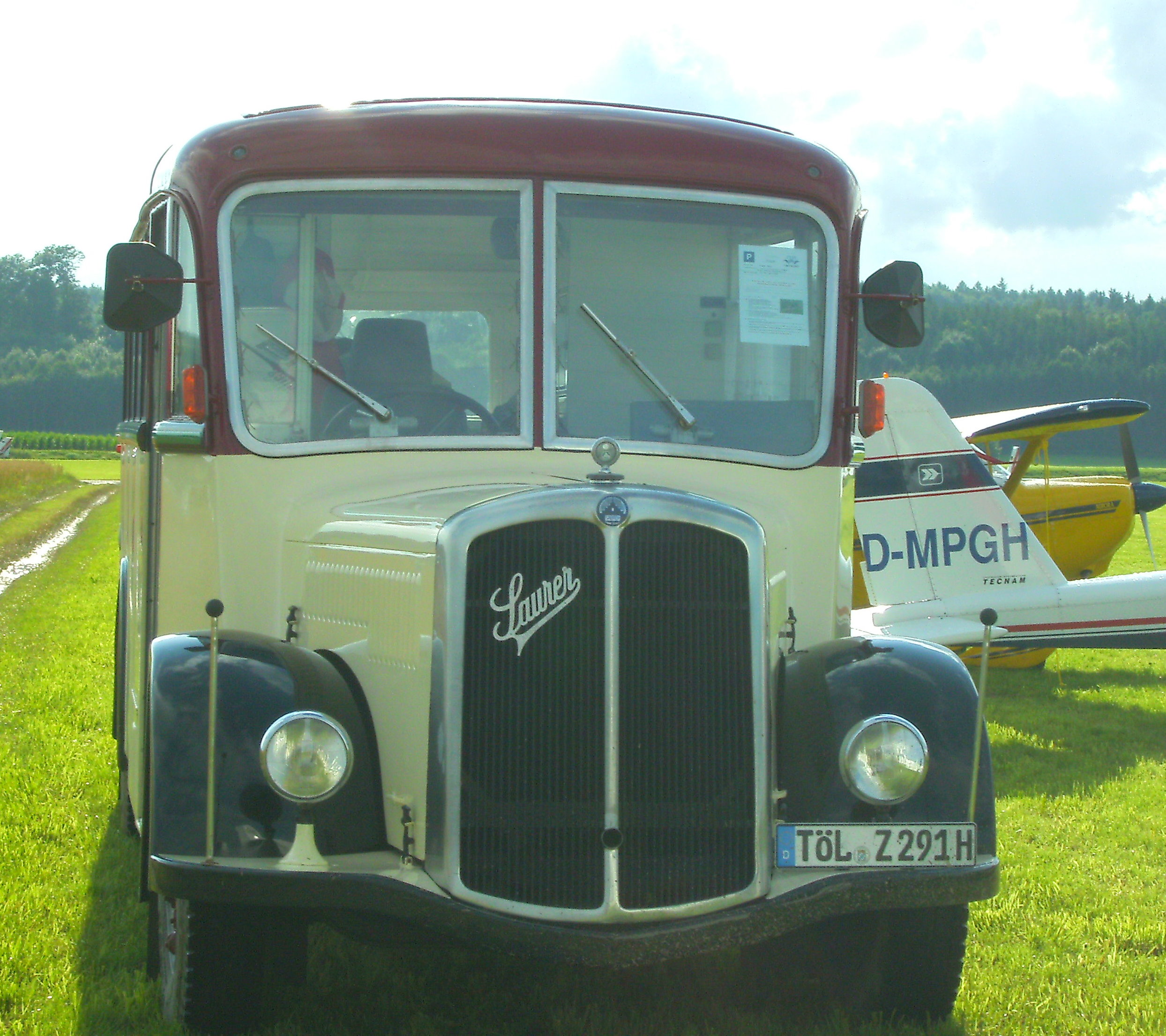
Autobus Saurer z roku 1930
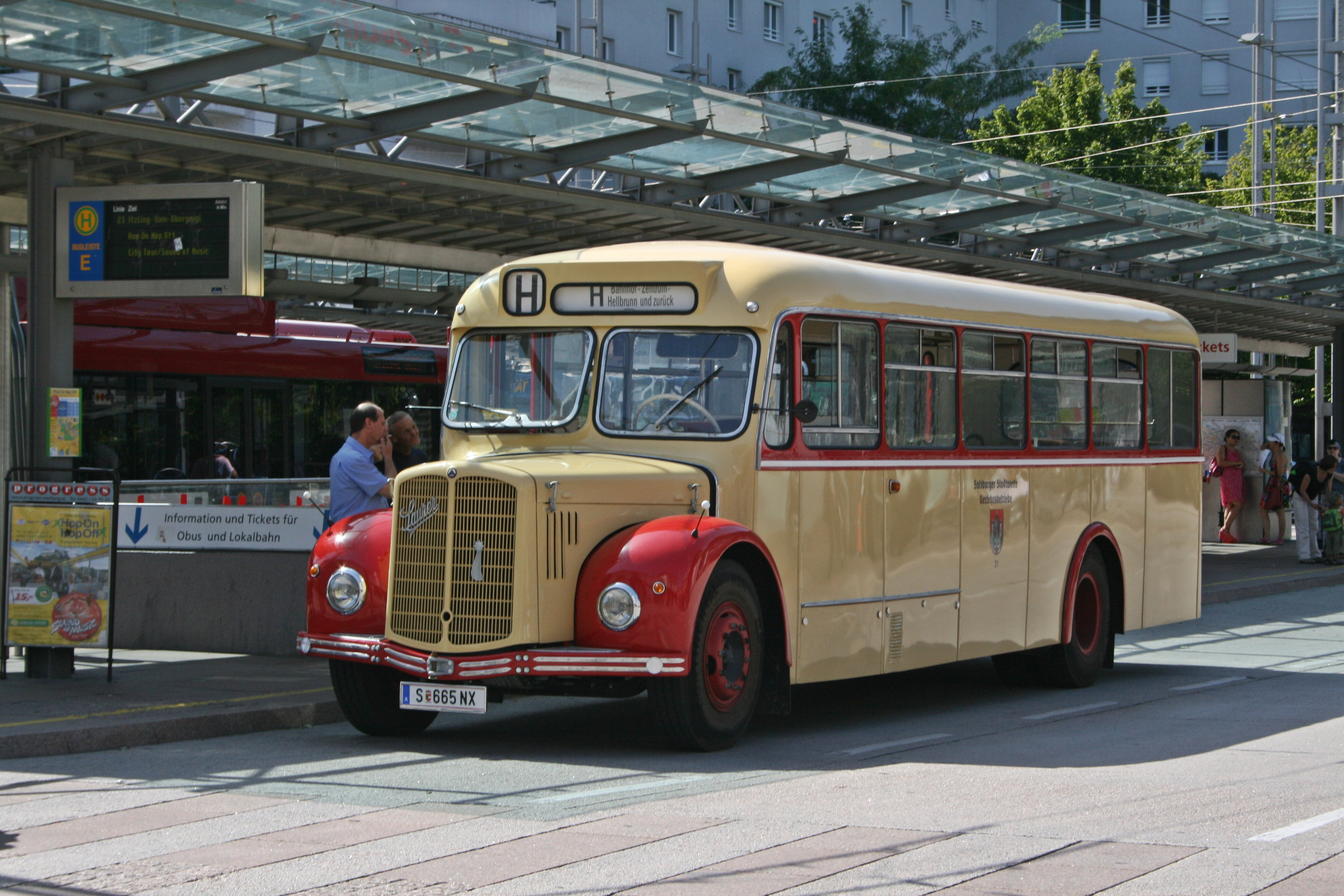
Zabytkowy autobus w Salzburgu
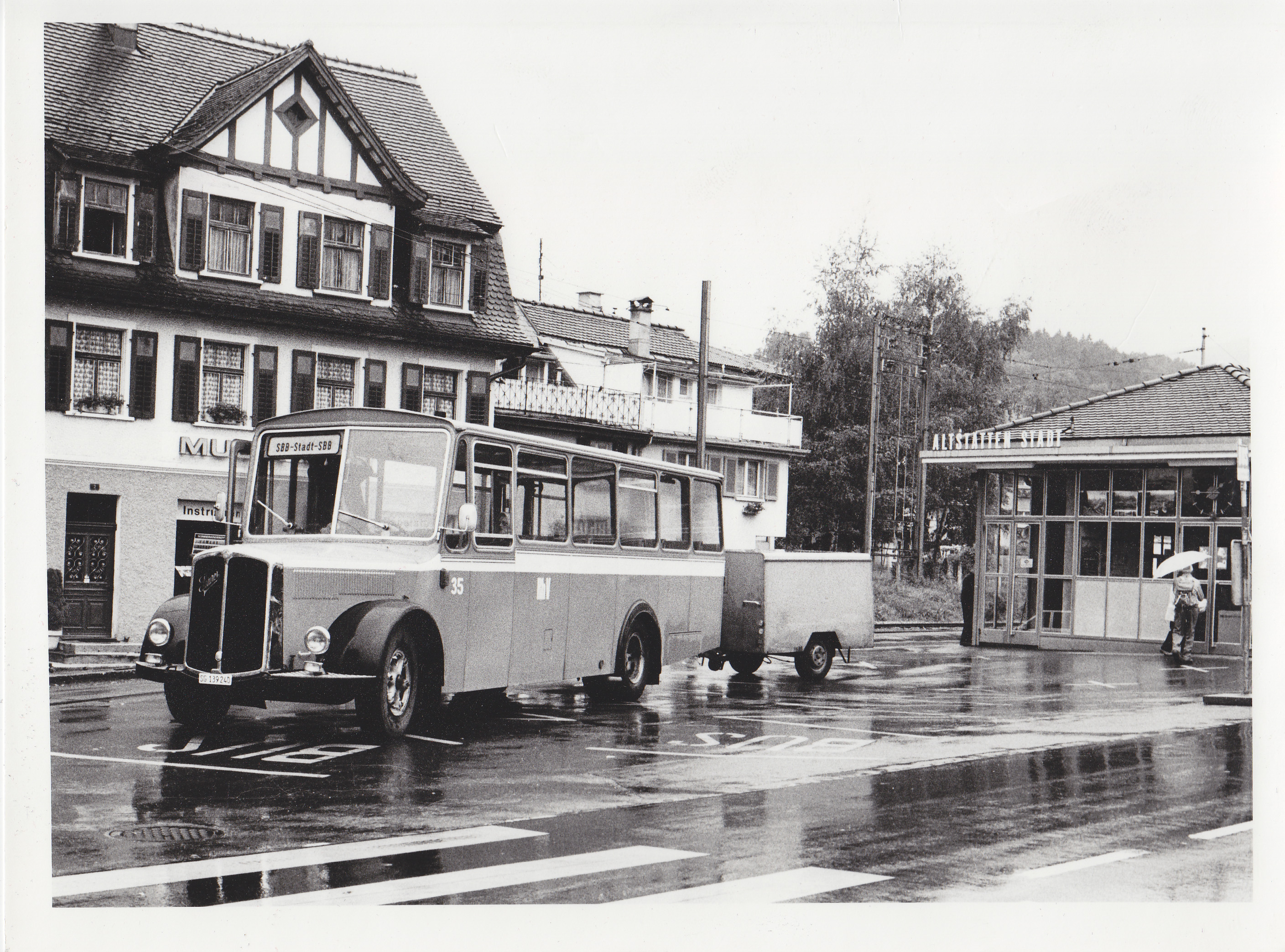
Autobus z przyczepą w Altstätten, rok 1984
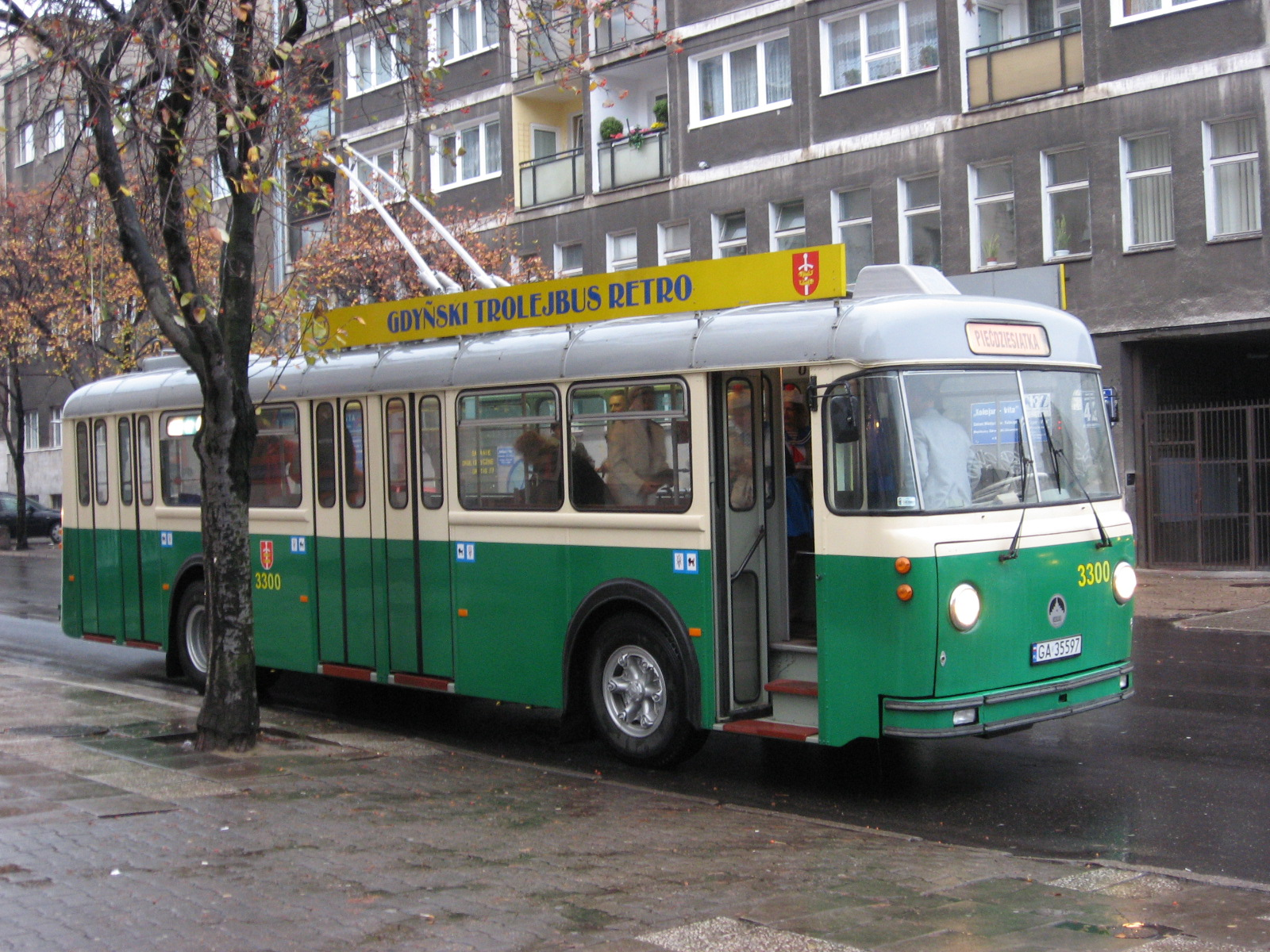
Trolejbus Saurer 411LM
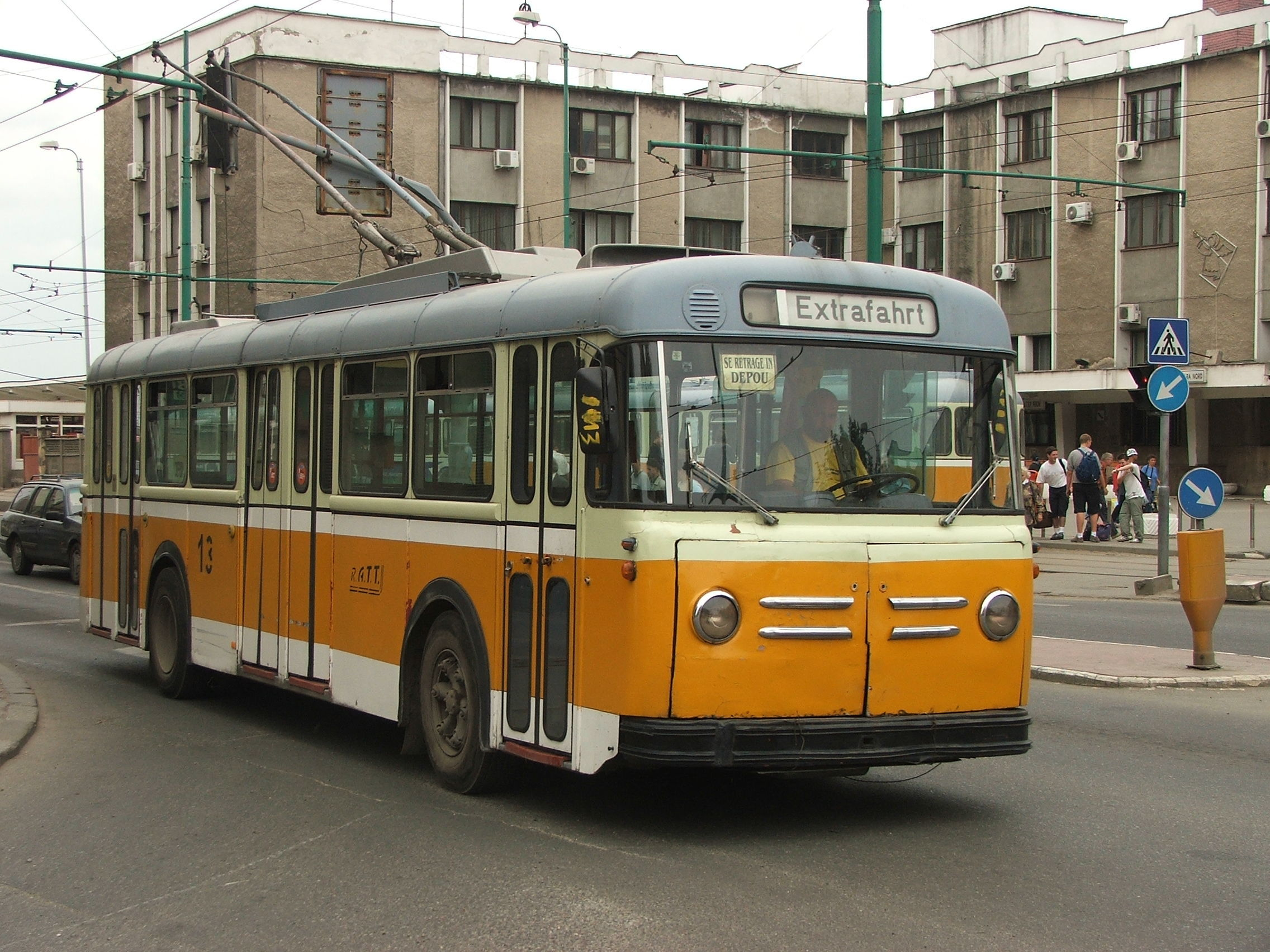
Trolejbus Saurer 415
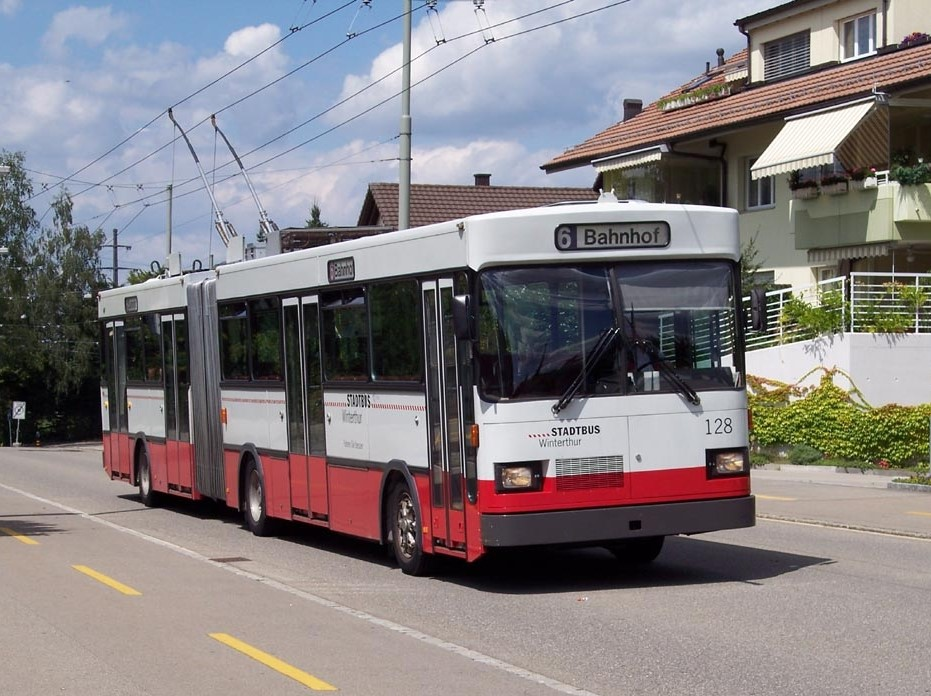
GT 560/640-25 w Winterthur, 2005
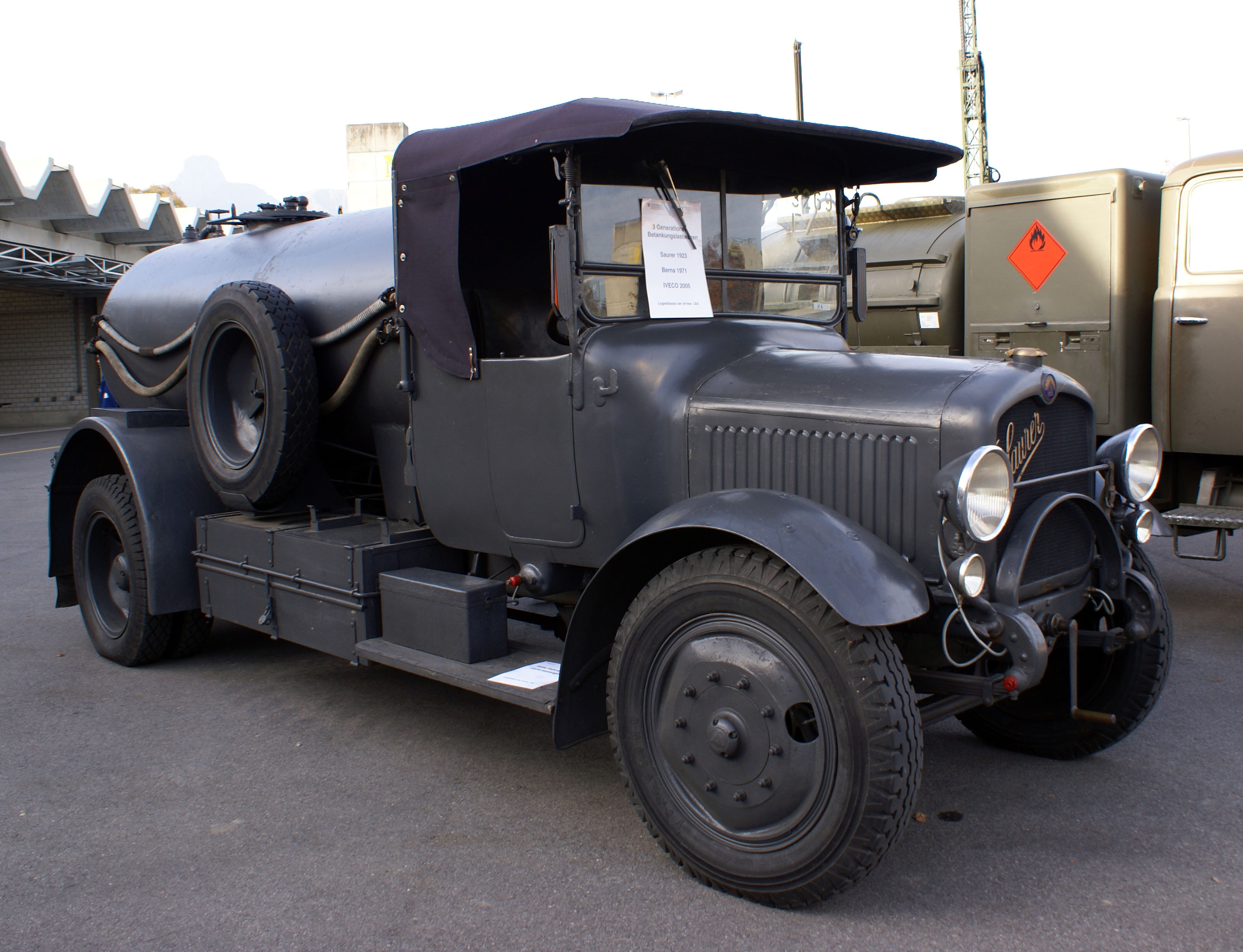
Cysterna z 1923 roku
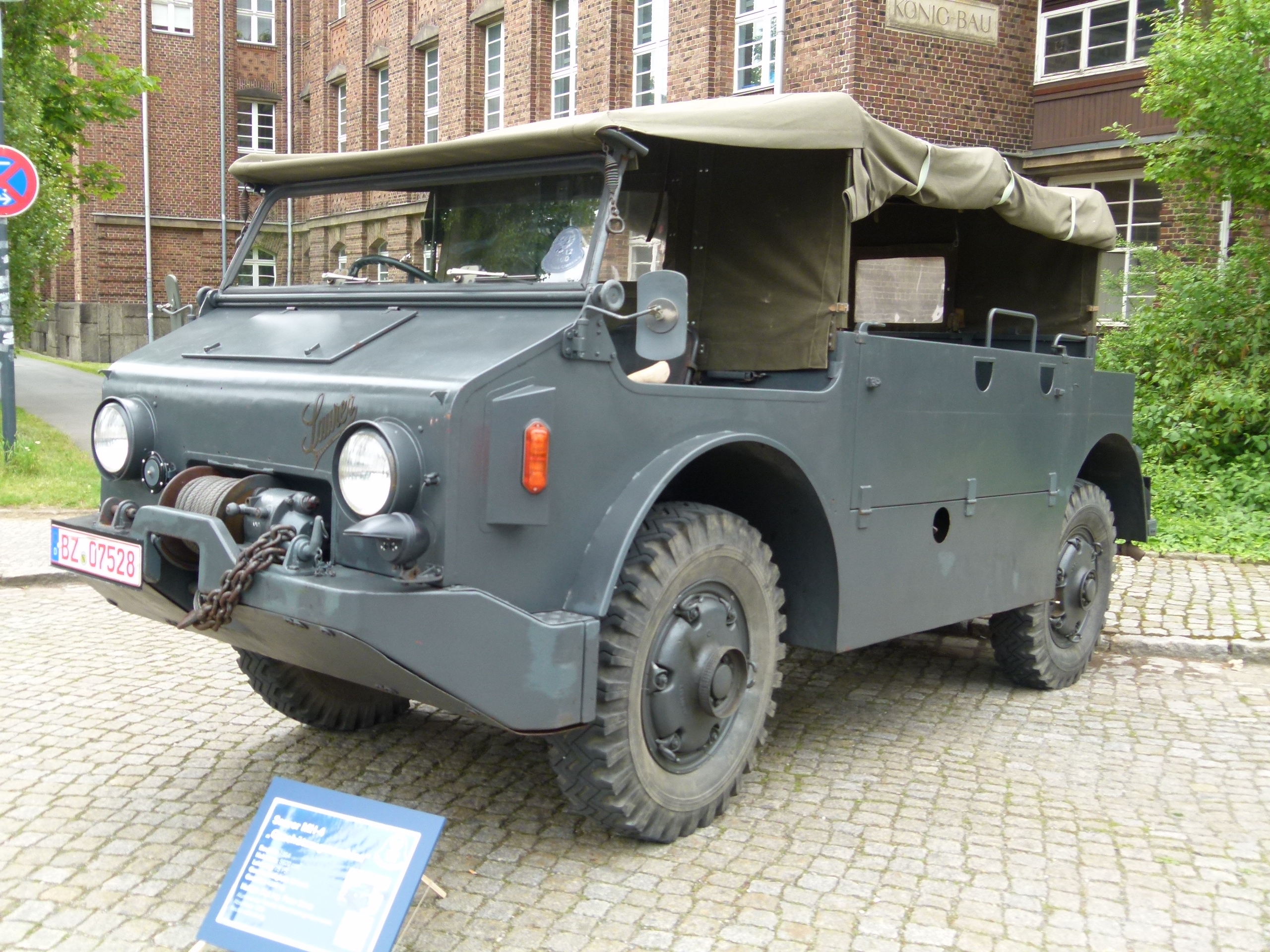
Saurer MH4 4x4 z 1954
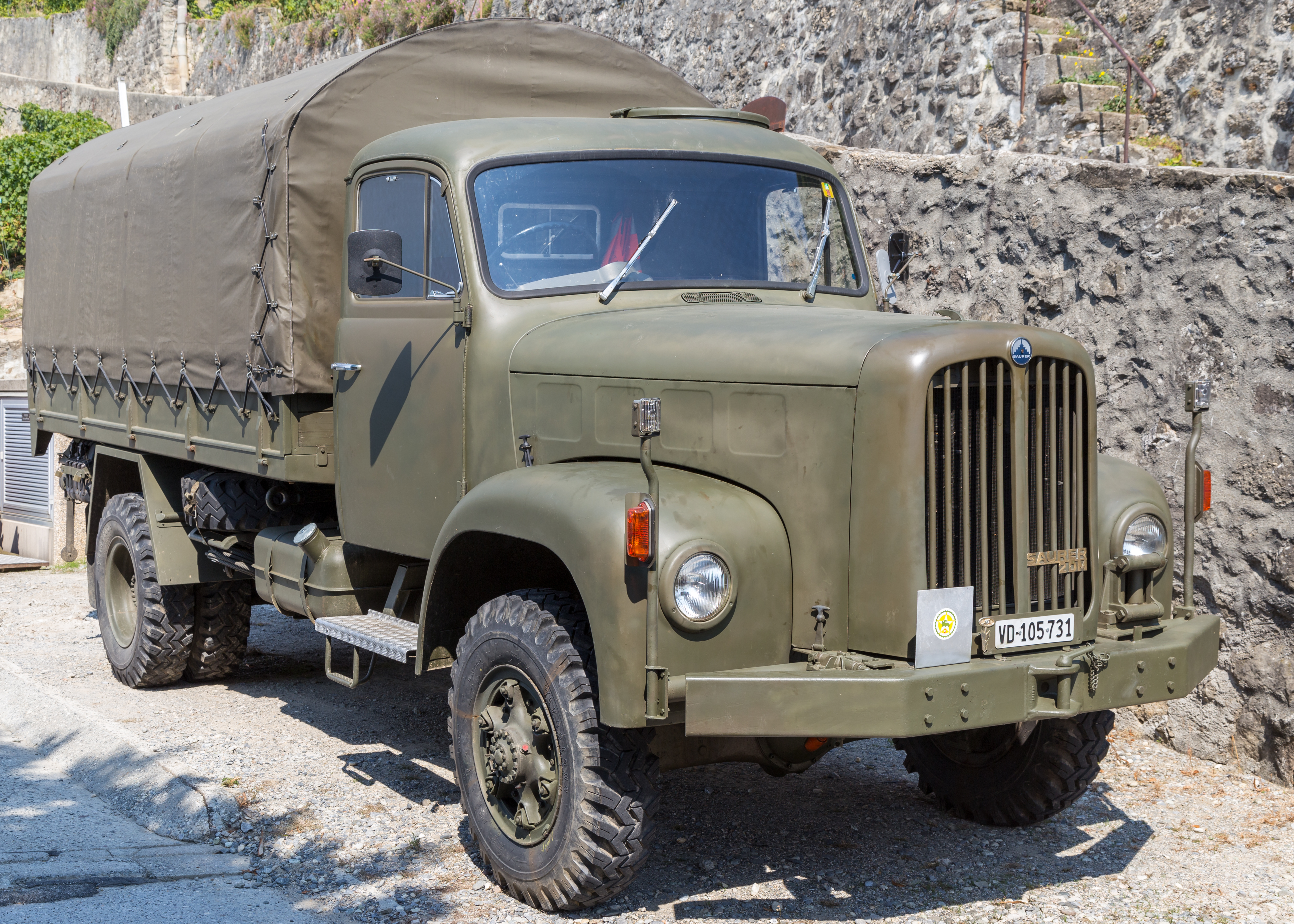
Saurer 2DM 4x4 – średni pojazd ciężarowy, 1964
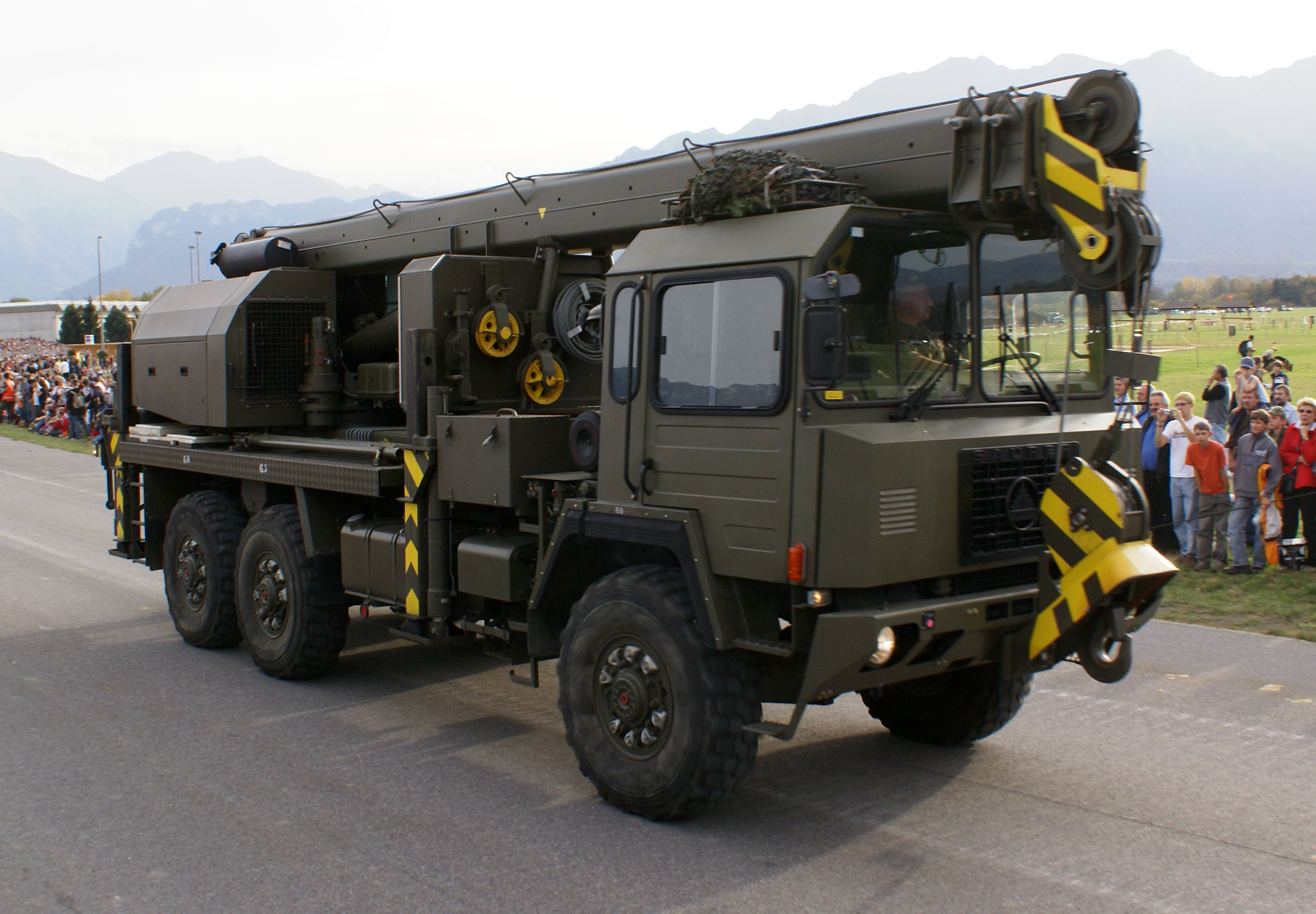
Wojskowy Saurer 10DM 6x6
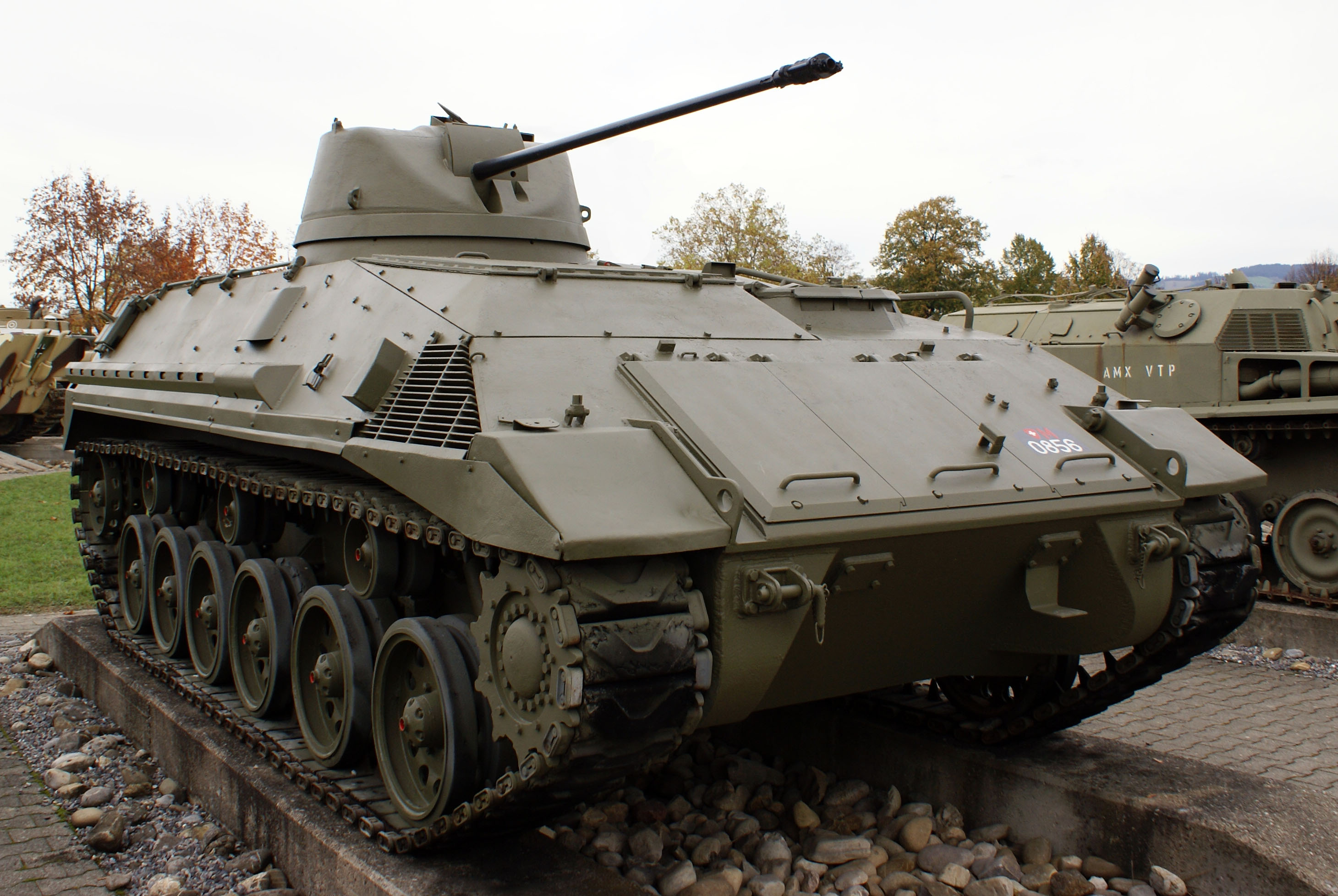
Prototypowy BWP Saurer Tartaruga
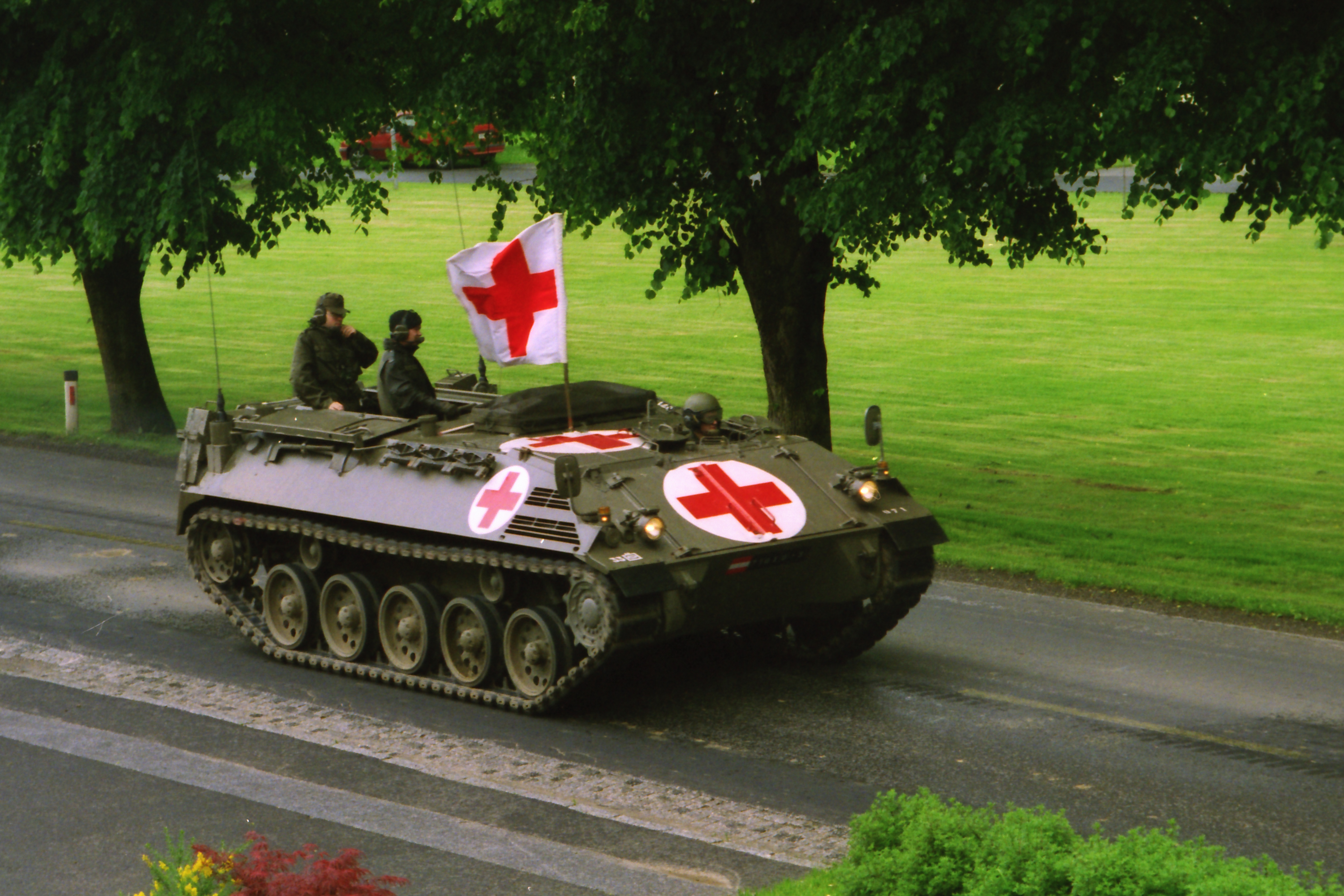
BWP Saurer-Steyr 4K 7FA
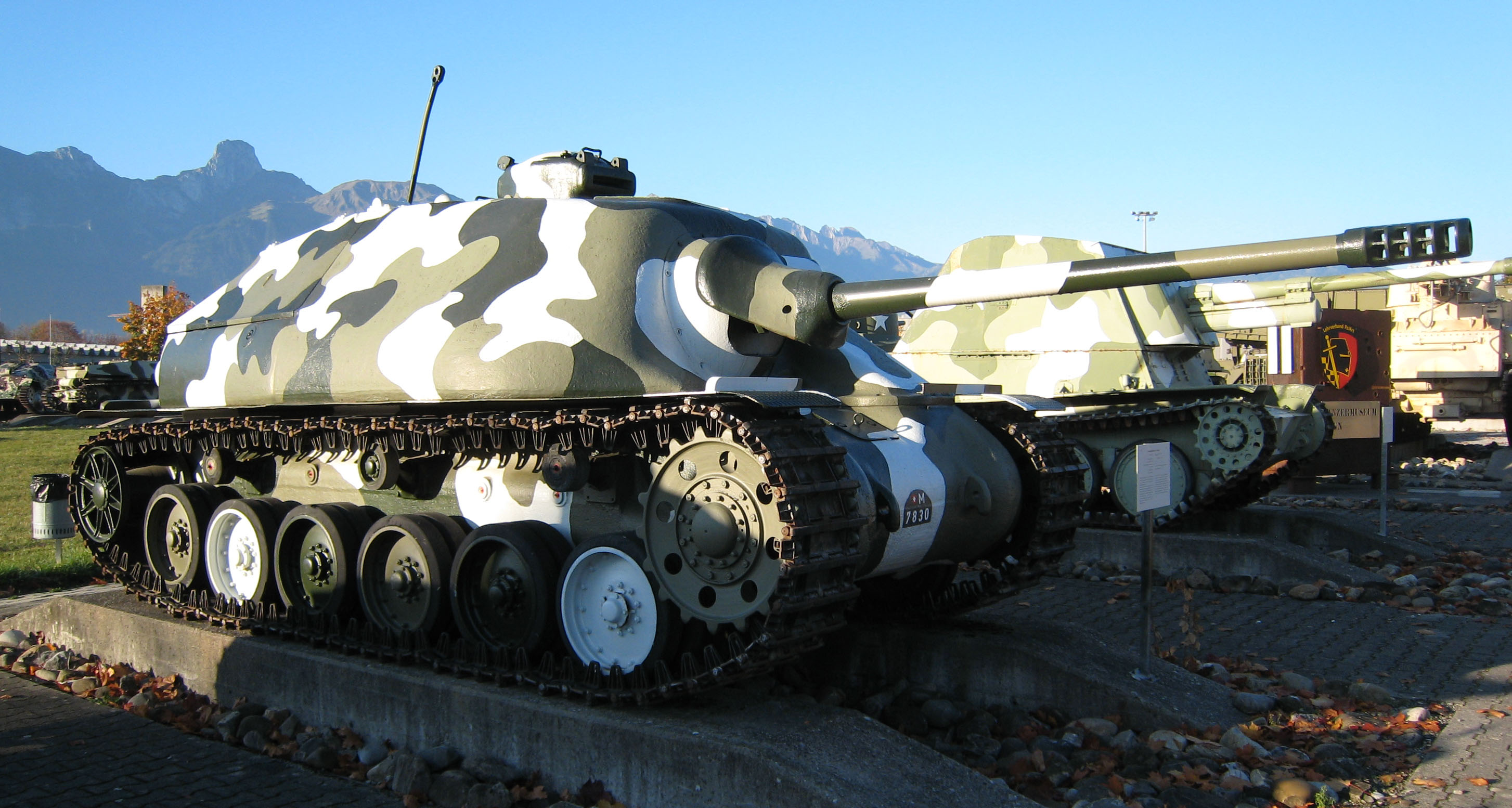
Nahkampfkanone 2 „Gustav”, Saurer, 1946
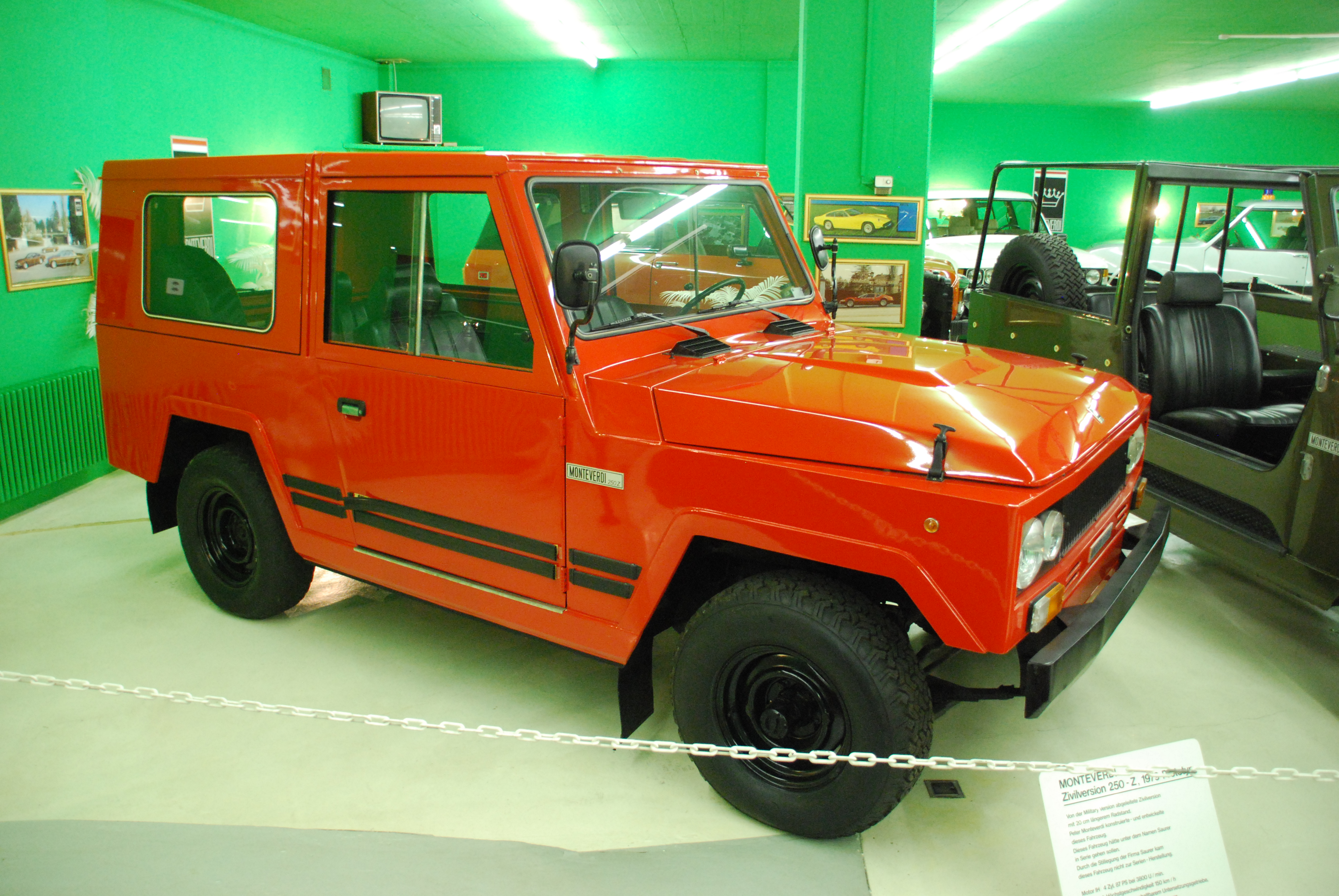
Monteverdi Z250/Saurer F006
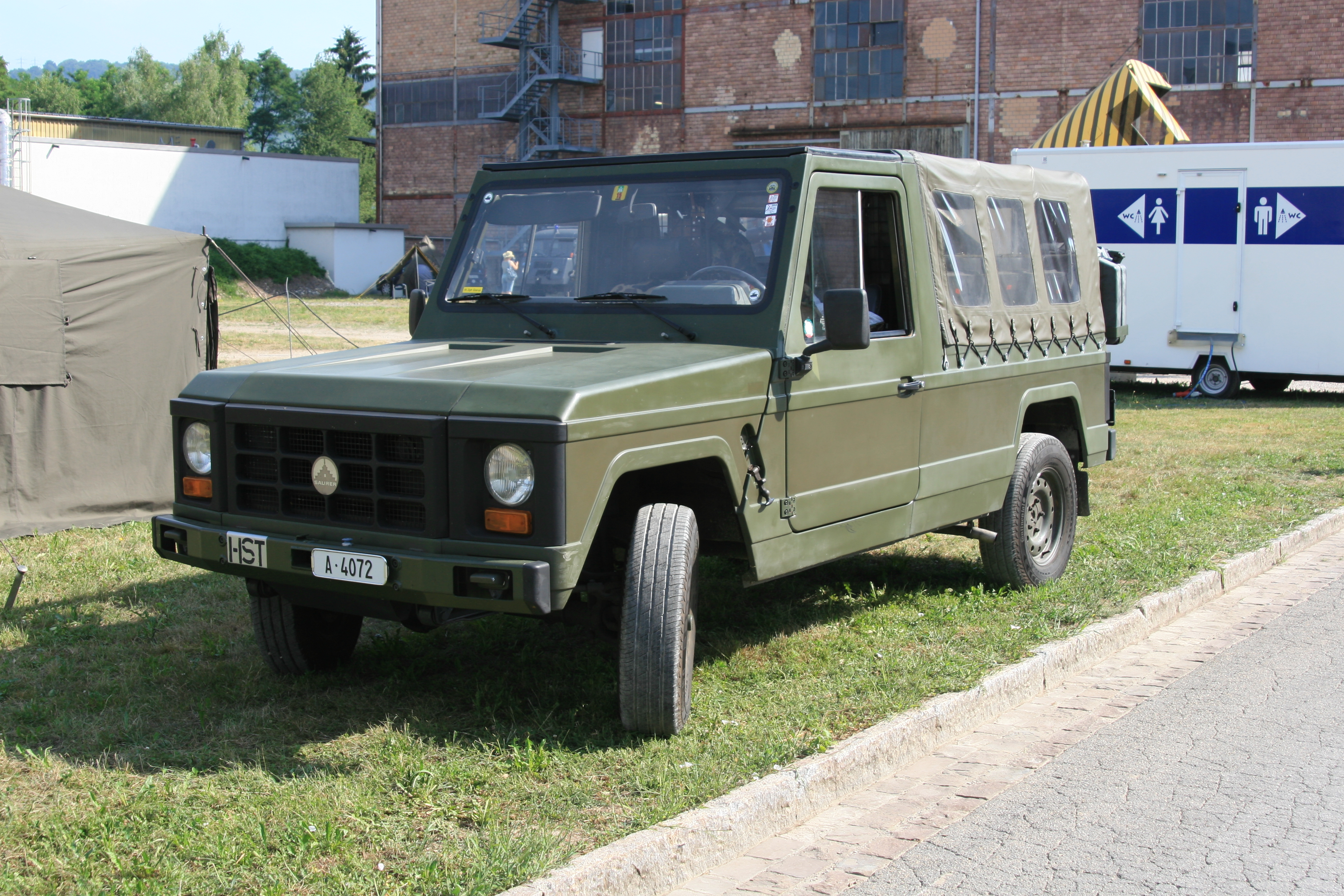
Saurer F006